# Наге
Наге — народ в Индонезии, населяющий острова Флорес и Тимор. В значительной мере ассимилированы соседним народом. Численность составляет 5 тысяч человек. Говорят на языке наге центральной группы австронезийской семьи. Основная религия — католичество. Являются потомками автохтонного населения Флореса.

## Хозяйство
Наге в основном занимаются подсечно-огневым ручным земледелием (клубнеплоды, рис, кукуруза), охотой и собирательством. До середины XX века сохраняли общинное землевладение, большие семьи, трёхродовые союзы. Живут в расположенных на склонах гор поселениях кучевого типа, окружённых каменными стенами. Дома свайные, прямоугольные, соединяются открытой галереей в единый комплекс, который предназначен для совместного проживания нескольких большесемейных общин, ведущих общее хозяйство.

## Быт
Одежда народа наге — набедренная повязка и юбка или каин. Женщины крепят его над грудью, а мужчины — на поясе. В рационе преобладает растительная пища (варёные крупа и клубнеплоды с острой приправой), мясо едят лишь по праздникам. Сохранились аграрные культы. Перед началом сева совершают обряд очищения поля и зёрен риса. В первое новолуние перед началом обработки поля проводят инициации.